# Polybotos
Polybotos ou Polybotus (en grec : Πολύβοτος) est une ancienne cité romaine puis byzantine, située dans la Phrygie (province de Phrygie Salutaire II), une région de l'Asie Mineure  (Anatolie) aujourd'hui en Turquie, à cinq kilomètres à l'ouest de Bolvadin.

## Histoire

Carte de l'Asie Mineure byzantine vers 850. La ville est située dans le thème des Anatoliques.

La ville est mentionnée au VIe siècle par le géographe Hiéroclès, dans son récit de voyage, le Synekdèmos.
Du fait des grandes plaines herbeuses situées aux alentours, les environs de la ville servent de lieu de rassemblement, par exemple par l'empereur Romain IV Diogène. 
L'une des grandes fermes impériales où sont élevées du bétail (les metata) est située aux alentours, entre Polybotos, Docimium et Synnada, avant d'être déplacée vers l'Europe à la suite des invasions turques au XIe siècle. 
La cité est mise à sac en 838 par les troupes musulmanes du calife Al-Mutasim, selon la vita de Jean de Polybotos. 
Malgré tout, après le sac d'Amorium, il est possible que Polybotos soit devenue la nouvelle capitale du thème des Anatoliques.
Les Turcs occupent la ville peu après leur victoire à la bataille de Manzikert en 1071, mais elle est reprise par Alexis Ier Comnène quelques décennies plus tard, dans le sillage de la première croisade. 
Le récit de la campagne qui permet cette reconquête, assurée par Jean Doukas, est mentionné dans l’Alexiade. 
La cité est ensuite située dans la zone frontalière entre l'Empire et le sultanat de Roum, aucune des deux puissances ne parvenant à s'en assurer le contrôle. 
Elle finit par tomber aux mains des Seldjoukides au cours du XIIIe siècle.

### Histoire ecclésiastique
Le texte grec intitulé Notitia episcopatuum du VIIe siècle fait de Polybotos un évêché suffragant de Synnada. 
Quand Amorium devient un évêché métropolitain au IXe siècle, celui de Polybotos en est un des sièges suffragants. 
Deux évêques sont connus par les textes : Stratégius, qui participe au concile de Chalcédoine en 451 et Saint Jean le Thaumaturge qui vit sous Léon III l'Isaurien. 
Au deuxième concile de Nicée, en 787, la cité est représentée par le prêtre Grégoire. 
Le siège de Polybotos demeure dans la liste des sièges titulaire de l'Eglise catholique. 

## Sources
- (en) Richard Ashton, Chris Lightfoot et Adil Özme, « Ancient and Mediaeval Coins in Bolvadin (Turkey) », Anatolia antiqua. Eski Anadolu, vol. 8,‎ 2000, p. 171-195 (lire en ligne)